# 佐賀市立神野小学校
佐賀市立神野小学校（さがしりつ こうのしょうがっこう）は佐賀県佐賀市神野西二丁目にある公立小学校。

## 概要
歴史
1879年（明治12年）に創立。数回の改組・改称を経て、現校名になったのは1947年（昭和22年）。2024年（令和6年）には創立145周年を迎えた。
校章
五芒星（☆）を背景にして、中央に校名の頭文字である「神」の文字を配している。
校歌
作詞は副島松一、作曲は幾尾純による。歌詞は2番まであり、歌詞中に校名は登場しない。
通学区域
佐賀市のうち、「神野東一～二丁目、神野東三丁目（12番22～37号・13番11～35号・14番を除く）、神野東四丁目（12番40～45号・13番・14番を除く）、駅前中央一丁目（1番1～11号を除く）、駅前中央二丁目、駅前中央三丁目（2番・3番を除く、1番・12番14～24号・13番13～19号・14番～16番を除く）、栄町、大財北町（2番）、新中町（1番1～5号・10番・11番）、天神二丁目（1番28～53号・2番・3番21～32号・4番1～6号・4番26～41号・5番）、天神三丁目、神野西一～四丁目、神園一～二丁目、神園三丁目(1番～15番）、神園四丁目、神園五丁目（5番・6番・7番7～18号を除く）、神園六丁目（4番1～15号・5番～9番を除く）、多布施四丁目）」。中学校区は佐賀市立成章中学校。

## 沿革
- 1879年（明治12年）5月5日 - 神野村愛敬島の民家を校舎として、「神野小学校」が創立。約30名の児童を集め、寺小屋式の教授を実施。また、多布施村に「多布施小学校」が創立。
- 1880年（明治13年）7月 - 大字神野87番地に校舎を新築し、移転を完了。
- 1884年（明治17年）- 多布施小学校を統合。
- 1886年（明治19年）- 小学校令施行により、尋常科（4年制）を設置の上、「尋常神野小学校」に改称。
- 1888年（明治21年）- 木造2階建て教室1棟が完成。
- 1889年（明治22年）4月1日 - 町村制施行により、佐賀郡3村（神野、多布施（四本谷[2]を除く）、大財）の統合により、神野村が発足。
- 1892年（明治25年）4月25日 - 「神野尋常小学校」に改称。
- 1902年（明治35年）
  - 4月 - 高等科を併置の上、「神野尋常高等小学校」（尋常科4年・高等科4年）に改称。
  - 6月 - 現在地に木造平屋建て校舎2棟と木造2階建て校舎1棟が完成。
- 1904年（明治37年）3月 - 平屋建て校舎1棟を増築。
- 1908年（明治41年）4月 - 改正小学校令により、尋常科（義務教育）が4年制から6年制に、高等科が4年制から2～3年制に変更となる。旧高等科1年を尋常科5年に、旧高等科2年を尋常科6年に、旧高等科3年を高等科1年に、旧高等科4年を高等科2年とする。
- 1909年（明治42年）3月 - 平屋建て校舎1棟を増築。
- 1916年（大正5年）12月 - 2階建て講堂1棟を増築。
- 1920年（大正9年）8月 - 平屋建て校舎1棟を増築。
- 1921年（大正11年）10月1日 - 佐賀市への編入により、佐賀市立の小学校となる。
- 1924年（大正13年）
  - 8月 - 運動場を拡張。
  - 10月 - 校舎1棟を増築。
- 1927年（昭和2年）
  - 9月 - 校地を拡張。
  - 12月 - 木造平屋建て校舎1棟を増築。
- 1928年（昭和3年）12月 - 2階建て校舎1棟を増築。
- 1933年（昭和8年）10月 - 講堂と校舎を改築。
- 1935年（昭和10年）4月1日 - 高等科を佐賀高等小学校に統合の上、「神野尋常小学校」に改称。
- 1938年（昭和13年）4月 - 雨天体操場兼剣道場1棟を増築。
- 1941年（昭和16年）4月1日 - 国民学校令施行により、「佐賀市神野国民学校」に改称。尋常科を初等科に改める。
- 1946年（昭和21年）12月 - 学校給食を開始。
- 1947年（昭和22年）4月1日 - 学制改革が行われ、神野国民学校の初等科は、新制小学校「佐賀市立神野小学校」（現校名）に改組・改称。
- 1948年（昭和23年）4月1日 - PTAを設立。
- 1951年（昭和26年）4月1日 - 校区の改定が実施される。
  - 「愛敬島、平島停車場通、東大島」を佐賀市立勧興小学校へ移管。
  - 「大財町」を佐賀市立循誘小学校へ移管。
  - 「高岸」を佐賀市立日新小学校へ移管。
- 1953年（昭和28年）4月 - 保健室を新築。
- 1954年（昭和29年）4月 - 校旗を制定。
- 1956年（昭和31年）5月 - 2階建て4教室を増築。
- 1957年（昭和32年）10月 - 平屋建て2教室を増築。
- 1958年（昭和33年）9月 - 2階建て4教室を増築。
- 1960年（昭和35年）11月 - 校地の北東部（一部）を拡張。
- 1963年（昭和38年）12月 - 校地の北東部にプールが完成。
- 1965年（昭和40年）10月 - 給食室が完成。
- 1967年（昭和42年）1月 - 鉄筋コンクリート造3階建て新校舎（12教室）が完成。
- 1968年（昭和43年）4月 - 鉄筋コンクリート造3階建て新校舎第2棟 (普通教室12，特別教室7，管理室他6）が完成。
- 1971年（昭和46年）
  - 3月 - 体育館兼講堂が完成。
  - 10月 - 新校門（南）が完成。
- 1976年（昭和51年）6月 - 警備保障による学校警備を開始。
- 1978年（昭和53年）11月4日 - 創立100周年記念式典を挙行。
- 1985年（昭和60年）8月 - 運動場を整地。
- 1986年（昭和61年）11月 - 理科室を全面改修。
- 1989年（平成元年）
  - 4月 - 特殊学級を設置。
  - 8月 - 家庭科室を改築。
- 1990年（平成2年）1月 - 巨大バルーンイラストがギネスブックに認定される。
- 1992年（平成4年）3月 - パソコン教室を新設。
- 1994年（平成6年）3月 - 給食室を改築。
- 1998年（平成10年）
  - 6月 - プレハブ棟を設置。
  - 11月 - 大規模改造工事 北校舎（第1期工事）が完成。
- 1999年（平成11年）- 大規模改造工事 南校舎（第2期工事）が完成。
- 2000年（平成12年）- 旧木造校舎を解体の上、管理棟を新築。3月にプレハブ校舎より新校舎へ移転を完了。
- 2001年（平成13年）4月 - 校門（北）を新築。
- 2003年（平成15年）9月 - 体育館改修工事が完了。
- 2006年（平成18年）
  - 10月 - 佐賀県珠算連盟の協力により、3・4年生でのそろばんタイムを開始。中庭を「地域ふれあいゾーン」として課業時間での一般開放を開始。
  - 11月 - 第1回神野藝術祭を開催。
- 2009年（平成21年）6月 - 新プールが完成。
- 2010年（平成22年）
  - 7月 - 新体育館が完成。
  - 8月 - 旧体育館を解体。
- 2013年（平成25年）8月 - 校内に児童クラブが完成。

## 著名な出身者
- 下村雅人（テノール歌手）

## 交通
最寄りの鉄道駅
- JR九州 長崎本線 「佐賀駅」

最寄りのバス停留所
- 佐賀市営バス 佐賀大学病院線「堀江通」停留所

最寄りの幹線道路
- 国道264号・佐賀県道267号松尾佐賀停車場線「堀江通り」交差点

## 周辺
- どんどんどんの森
- 佐賀市立図書館
- アバンセ（佐賀県立男女共同参画センター·佐賀県立生涯学習センター）
- 佐賀新聞社
- 朝日新聞社佐賀総局

## 参考資料
- 「佐賀市史 第3巻 (近代編 明治期) (PDF) 」（1978年（昭和53年）9月30日, 佐賀市）p.139～p.205 二.明治前期の教育 - 佐賀市ウェブサイト
- 「佐賀市史 第3巻 (近代編 明治期) (PDF) 」（1978年（昭和53年）9月30日, 佐賀市）p.744～p.772 十.明治後期の教育と文化 - 佐賀市ウェブサイト

## 関連事項
- 佐賀県小学校一覧